# أغنيس بانيير روناتشر
أغنيس بانيير روناتشر (مواليد 19 يونيو 1974) هي سياسية فرنسية تشغل منصب وزيرة الطاقة في حكومة إليزابيث بورن.